# Zavarickij
Il Zavarickij (in russo Заварицкий?) è un vulcano della penisola della Kamčatka, in Russia. Non va confuso con il vulcano o caldera Zavarickij situato sull'isola di Simušir (Isole Curili).

## Descrizione
Il vulcano è costituito da un complesso di sei coni di cenere e un cratere di esplosione situato vicino alle sorgenti del fiume Levaja Avača (tributario di sinistra dell'Avača). Ha un'altezza di 1567 m e si trova tra i rilievi della Catena Orientale.